# De kjøbenhavnske Sporveje
A/S De kjøbenhavnske Sporveje (DKS) var et dansk selskab, som formelt blev etableret 22. april 1898 og 1. august 1898 i praksis ved sammenlægning af en række københavnske sporvejsselskaber.

## Historie
DKS blev etableret ved en sammenlægning af de fem selskaber Kjøbenhavns Sporvei-Selskab, Kjøbenhavns Forstæders Sporveisselskab, Sølvgadens Sporvejsselskab, Kjøbenhavns Omnibuskompagni og Kjøbmagergades Omnibus-Selskab. Disse selskaber drev en række hestesporvejs- og hesteomnibuslinjer, der var blevet etableret rundt om i Københavns indre by og brokvarterer samt på Frederiksberg siden 1863. Disse linjer ønskede man generelt at omstille til den effektivere og billigere elektriske sporvognsdrift, og med sammenlægningen skabte man det fornødne fundament for det. Ingeniør Fritz Johannsen, der sammen med bankdirektørerne Axel Heide og Julius Larsen havde koncessionen, var den drivende kraft i dette projekt. I samme ombæring fik man også indført et fælles takstsystem 1. januar 1899, ligesom man fik foretaget nogle tilpasninger af linjenettet, i takt med at elektrificeringen gennemførtes på de fleste linjer i 1901-1902. Dertil kom så de udbygninger af linjenettet, der fulgte i de efterfølgende år.
Allerede inden da havde man dog 1. januar 1899 overtaget selskabet Nørrebros Elektriske Sporvej. Dette havde to år tidligere taget over fra Nørrebroes Sporvejsselskab og havde på dennes enlige linje ad Gothersgade og Nørrebrogade i 1897 indført elektrisk drift med akkumulatorvogne. Der var dog tekniske problemer med dette system foruden lugtmæssige gener, og allerede i 1902 gik man derfor over til overledningsdrift, som de øvrige linjer havde fået ved deres elektrificering.
I 1902 dannede DKS datterselskabet Tuborg-Klampenborg Elektriske Sporvej (TKES), der overtog Hellerup Sporvejs linje fra Hellerup ad Strandvejen til Klampenborg med henblik på elektrificering af denne linje, hvilket skete i løbet af 1903-1904.
DKS skulle ikke nå at blive særlig gammelt. Ved sin etablering havde man fået en koncession, der var uopsigelig i 10 år, hvorefter Københavns Kommune hvert tredje år med et års varsel kunne indløse den. Denne ret valgte kommunen at benytte sig af i 1910, hvorefter indløsningen skete med virkning fra 1. august 1911. Ved denne lejlighed overtog det nyoprettede kommunale selskab Københavns Sporveje (KS) materiel og faste anlæg mv. Personalet blev formelt afskediget af DKS men blev i samme åndedrag genansat af KS. Et selskab der i øvrigt i 1919 overtog driften af Frederiksberg Sporveje og i 1974 indgik i Hovedstadsområdets Trafikselskab.
DKS selv gik i likvidation men fungerede dog som sådan videre i nogle år som ejer af datterselskabet Tuborg-Klampenborg Elektriske Sporvej, der dog allerede 20. september 1911 omdøbtes til Nordsjællands Elektricitets og Sporvejs Aktieselskab. 29. november 1915 overtog Gentofte Kommune aktiemajoriteten i A/S DKS i Likvidation og blev dermed også hovedaktionær i datterselskabet, der siden endte som et af Danmarks største elselskaber, Nesa A/S. DKS's rolle var derimod udspillet.

## Linjenumre
Et punkt, hvor DKS kom til at sætte sig varige spor, var med indførelse af linjenumre, hvilket skete 27. november 1902. Dengang omfattede det kun otte elektriske sporvejslinjer (1-4 og 6-9), tre hestesporvejslinjer (10, 11 og 13) og en hesteomnibuslinje (12), i alt tolv linjer. De tre driftsformer er i mellemtiden forsvundet, men selv om der siden 1972 kun har kørt dieseldrevne busser i København, holdt en række af numrene sig helt frem til A-busnettets indførelse i 2002-2003. I dag (2009) er kun linje 10 tilbage af de oprindelige tolv linjer, i det en enkelt anden af de gamle DKS-linjer dog også stadig eksisterer i form af den i 1908 oprettede linje 14.

## Nøgletal
Selv om DKS kun fik 13 år nåede det dog op på en betragtelig størrelse i den periode. Da Københavns Kommune overtog medfulgte således følgende materiel:
- 273 enetages motorvogne
- 21 toetages motorvogne
- 60 lukkede bivogne
- 66 åbne bivogne
- 65 bivogne ombygget fra hestesporvogne
- 5 hestesporvogne
- 16 hesteomnibusser.

Dertil kom så 7 remiser:
- Ahlefeldtsgade (hestesporvogne og hesteomnibusser)
- Blegdamsvej
- Frederiksberg Alle
- Nørrebro
- Sundby
- Valby
- Århusgade

Linjenettet omfattede 12 elektriske sporvejslinjer (1-10, 14-15), 1 hestesporvejslinje (11) og 1 hesteomnibuslinje (12). Værdien af materiel, faste anlæg, inventar, uniformer mv. blev ved domstolsafgørelse 21. februar 1916 fastsat til ca. 15,3 mio. kr.
Datterselskabet TKES, som man drev linje 14 og 15 i samarbejde med, rådede over 20 enetages motorvogne, 10 lukkede bivogne og 10 åbne bivogne.